# 茨城スペシャル
『茨城スペシャル』（いばらきスペシャル）は、NHK水戸放送局が総合テレビで茨城県向けに放送している地域情報番組。

## 概要
NHK水戸放送局は、2004年10月に県域地デジ放送を開始して以降、様々な県域番組を編成。当初は、『北九州スペシャル』のように、放送にふさわしいネタがあったら放送する、基本は月一度、最終金曜日に放送していた。
しかしその後、県域放送体制の見直しで『特報茨城』（『特報首都圏』の茨城版）が終了、『いばらきわいわいスタジオ』がニュース番組に縮小といったことがあったため、2007年4月以降、原則月1回放送の現在のスタイルとなった。
開始当初から『金曜茨城スペシャル』として放送されてきたが、2011年度改編により『金曜』がタイトルから外れた。
年間10本程度の新規制作番組以外では、県内の関係者や事象を取り上げた番組の再放送を行っている。
また。2016年度以降は大型連休の谷間や年末最終週には夕方の県域ニュース番組（茨城ニュース）いば6を休止するようになり、休止期間中の同枠も茨城スペシャルとして金曜版の再放送や、いば6のコーナー総集編などを放送するようになった。2017年12月・2018年5月には新規制作番組も放送している。2019年12月は、この枠に「いばらきセレクション2019」という番組名が付された。なお、2018年度からお盆の週も休止するようになっているが、この際は茨城スペシャルとしての再放送は行っていない。以下では、茨城スペシャルの番組名を冠していなくても水戸放送局制作の番組については取り上げる場合がある。
2021年度から、前橋・宇都宮と共同で「キタカン+（プラス）」という番組を放送する（2021年度は3本放送。2022年度は2本程度を予定）。そのため、本番組は2021年度は7本程度（当初予定）、2022年度は8本程度の放送となる予定。

## 放送時間
- 金曜版：不定期（月1回程度） 19:30 - 19:57（JST、以下同）
  - 金曜版放送時の『首都圏情報 ネタドリ!』は翌日11:15 - 11:42の再放送が茨城県では本放送扱いとなる[1]。
  - 20:42まで放送の場合もあり、その際19:57 - 20:42枠の『チコちゃんに叱られる!』は翌日8:15 - 9:00の再放送が茨城県では本放送扱いとなる[2]。
  - 2015年度までは20:00 - 20:43、2016・2017年度は19:30 - 20:00だった。拡大時には19:30 - 20:43で放送することもあった。
- 夕方ローカル枠：大型連休の谷間（4月30日・5月1日・2日）、年末最終週（12月28日まで） 18:10 - 18:45。いずれも平日。

内容によっては時間より前に終わる場合があるが、残りの時間は『音紀行』などの番組で穴埋めする。

## 放送された内容
放送時間の記載のないものは金曜日の通常の枠内での放送。また、肩書き等は放送当時のもの。

### 2007年
- 4月27日 - 「ありがとうカシテツ 〜鹿島鉄道　最後の3か月〜」
- 5月25日 - 「ふるさと 水辺の風景」
- 6月29日 - 「茨城おむすび王国」
- 7月27日 - 「ふるさとの山 筑波山」
- 8月24日 - 「不思議の国!? つくば潜入大作戦」
- 9月21日 - 「魅せます!茨城そばの実力」

### 2008年
- 2月1日 - 「待ったなし!温暖化対策〜茨城からの報告」
- 2月29日 - 「世界を変える最強磁石」
- 4月11日 - 「新弟子がやってきた〜茨城・15歳 土俵の春〜」
- 5月30日 - 「光圀紀行」
- 6月20日 - 「北京に挑む 茨城のアスリートたち」
- 8月29日 - 「響けマーチ〜茨城・大洗 高校生たちの挑戦〜」
- 9月26日 - 「漁師が消えてゆく」
- 10月24日 - 「天空を彩れ 花火師たちの闘い」
- 11月21日 - 「動け!ぼくらのロボット」

### 2009年
- 1月30日 - 「茨城 医療危機マップ」
- 2月20日 - 「開藩400年 これであなたも水戸黄門通!」

2月15日に放送された『絶対!ふるさと主義』を再編集して放送。
- 3月6日 - 「Jリーグ開幕直前 戦え!アントラーズ ホーリーホック」
- 4月24日 - 「茨城 山のスケッチ」
- 5月29日 - 「開港まで10か月 茨城空港を問う」
- 6月26日 - 「苦闘する中小企業 雇用をどう守る」
- 7月31日 - 「街角の小さな平和記念館〜水戸空襲を伝える」
- 9月25日 - 「JCO臨界事故から10年 教訓は生かされているのか」
- 10月30日 - 「大人のためのナットウ講座」
- 11月27日 - 「どうつくる 安心の介護」

### 2010年
- 1月29日 - 「冬のおくりもの」

1月20日に水戸芸術館で収録。19:30 - 20:43の拡大放送。
- 2月5日 - 「結婚どうする?子供は必要?」
- 4月9日 - 「水戸が萌えた日 〜追跡コミックマーケット〜」
- 5月28日 - 「判決を下す市民たち 〜裁判員制度導入から1年〜」
- 6月25日 - 「茨城“百年企業”物語」
- 9月3日 - 「霞ヶ浦 夏の輝き」
- 9月24日 - 「わたしたちってツイてない? 〜激論!20代のホンネ〜」
- 10月29日 - 「"人間爆弾"桜花〜第721海軍航空隊〜」
- 12月10日 - 「どうなる!どうする?地域の足〜公共交通の未来〜」

### 2011年
- 1月28日 - 「朗読コンサート 冬のおくりもの」

1月22日に日立シビックセンターで収録。19:30 - 20:43の放送。
- 2月25日 - 「無実を訴え続けた44年〜検証・布川事件〜」

3月から6月までは東日本大震災に伴い休止。
- 7月15日 - 「原発事故 未来への提言〜4人のキーマンが語る茨城のこれから〜」
- 9月16日 - 「綱火 父から息子へ〜筑波山麓・400年の祭り〜」
- 10月1日 - 「復興への願い 花火に込めて 〜生中継・第80回土浦全国花火競技大会」

19:30 - 20:45の放送。
- 11月27日 - 「復興シンポジウム 風評被害にどう立ち向かうか」
- 12月2日 - 「新大関・稀勢の里誕生〜郷土の期待背負った15日間」

19:30 - 20:13の放送。

### 2012年
- 1月19日 - 「小澤征爾指揮 水戸室内管弦楽団演奏会」
- 2月18日 - 「冬のおくりもの for youe heart 〜そっと ぎゅっと ずっと〜」

2月4日に水戸芸術館で収録。19:30 - 20:43の放送。
- 4月27日 - 「自宅からクイズ参加 茨城スゴイんですTV」

開局70年記念番組。水戸放送局からの生放送（19:30 - 20:45）。
ゲスト - 磯山さやか、ふかわりょう、青木智也（茨城王）、茨城県内の一般視聴者
司会 - 森花子（アナウンサー）、長谷川静香（リポーター）
- 7月6日 - 「マットから跳び立て 〜大子町・少女たちの挑戦〜」
- 7月7日 - 「準・メルクル指揮 水戸室内管弦楽団演奏会 〜追悼・吉田秀和館長〜」
- 10月6日 - 「至高の技 集う〜生中継・土浦全国花火競技大会〜」
- 11月4日 - 「自宅からクイズ参加 茨城スゴいんですTV」

13:05 - 14:35の放送。
ゲスト - アントキの猪木、磯山さやか、青木智也（茨城王）
司会 - 森花子（アナウンサー）、油井亜衣（リポーター）

### 2013年
- 2月8日、2月9日 - 「冬のおくりもの〜こころひらくとき〜」

1月27日に石岡市民会館で収録。
2月8日は19:30 - 20:43、2月9日は14:00 - 15:47の放送。
- 3月28日 - 「眠れる資源を掘り起こせ〜再生可能エネルギー最前線〜」

19:30 - 19:58の放送。
- 6月7日 - 「不屈の森〜牛久・放射能と向き合う自然公園〜」
- 6月28日 - 「我らに夢と戦略あり〜茨城のキーマン TPP･農を語る〜」

19:30 - 20:43の放送。
司会 - 芳賀健太郎（アナウンサー）、長谷川静香（リポーター）
- 9月27日 - 「ハングリーハンター 農家直伝!台所の知恵」

19:30 - 20:43の放送。
ゲスト - 渡辺徹（俳優）、藤原浩（フードアナリスト）
司会 - 津田聰一朗（アナウンサー）、長谷川静香（リポーター）
- 10月5日 - 「技極め 光舞う〜生中継 土浦全国花火競技大会〜」

19:30 - 20:43の放送。
ゲスト - 羽田美智子（俳優）、河野晴行（日本煙火協会専務理事）
司会 - 岩野吉樹（アナウンサー）
- 11月29日 - 「原子力ムラの前村長は訴える〜脱原発の信念と現実のはざまで〜」

19:30 - 20:09の放送。
ゲスト - 中澤秀雄（中央大学教授）
司会 - 津田聰一朗（アナウンサー）

### 2014年
- 1月17日 - 「小澤征爾&シュトゥッツマン指揮 水戸室内管弦楽団演奏会」

18:59 - 20:56の放送（18:59 - 19:30、20:45 - 20:56の間はマルチチャンネル2で放送）。
- 1月31日 - 「今夜は､いばらナイト 〜参加型エンターテインメント番組〜」

19:30 - 20:45の放送。
ゲスト - 渡辺裕之（俳優）、綾部祐二（お笑い芸人）、青木智也（茨城王）
司会 - 森花子（アナウンサー）、細谷翠（リポーター）、杉尾美幸（リポーター）
- 2月28日 - 「冬のおくりもの ここから〜復興へ・いま伝えたい言葉〜」
- 3月28日 - 「女性が輝く 〜働くチャンスがやってきた〜」

ナビゲーター - 金子哲也
- 5月25日 - 「小澤征爾指揮 水戸室内管弦楽団演奏会 〜NHK水戸 県域放送10周年記念〜」

### 2015年
- 4月3日 - 「納豆王国の逆襲〜美食の国へ“ねばー”ギブアップ〜」

ゲスト - 菊川怜（女優・初代納豆クイーン）、小泉武夫（東京農業大学名誉教授・発酵学者）
司会 - 岩野吉樹、細谷翠

### 2017年
2017年には同県が舞台となる連続テレビ小説『ひょっこ』が放送されるにあたり、3回にわたって関連特番が生放送され、うち2回は収録して後日全国放送もされた。
- 3月31日 - 「ようこそ！ひょっこの里・いばらきへ！」MC:有村架純（4月22日に全国向けにミッドナイトチャンネルで放送）
- 7月7日 - 「『ひょっこ』の舞台・茨城県北」　松尾諭が出演した『あさイチ』のゲストコーナーでのインタビューを基として、県北を取材した映像を交えて紹介。（12月27日に夕方ローカル枠で再放送）
- 8月18日 - 「私たちが見つけた昭和～あの頃のひょっこたち～」MC:小島藤子、松本穂香　進行役:杉岡英樹（9月15日にミッドナイトチャンネルで全国放送、12月28日に夕方ローカル枠で再放送）

12月には、茨城ニュース いば6休止の週に夕方のローカル枠内で新規に放送した。
- 12月25日（18:10 - 18:45） 「2017 いばスポ!ハイライト」 - 県内や県内出身者関連のスポーツ情報の総まとめ。
- 12月26日（18:10 - 18:45） 「クイズ 茨城王決定戦!」 - MC：大野済也。森花子、相野台弘（日立支局記者）、茨城大学・筑波大学のクイズ研究会より1名ずつの計4名で争った、県内のニュースを基にした報道クイズ番組。個人戦である以外、出題形式などは象印クイズ ヒントでピントにほぼ準ずる。

### 2018年
- 4月20日 -  「“新しさ”追い求めて～若き寄席文字職人の挑戦～」 寄席文字職人：橘吉也
- 5月1日（18:10 - 18:40） - 「茨城MICHI知るべ～いばらきの“道”で新発見」 番組ナビゲーター：剣持幸恵。県内の主要な国道や県道を突発取材する「いば6」内コーナーの総集編（2019年12月23日、夕方ローカル枠『いばらきセレクション2019』で再放送）。
- 5月2日（18:10 - 18:45） - 「第2回クイズ茨城王決定戦!」MC：大野済也。回答者は森花子、大澤幸子（フリーアナウンサー）、ジェームス英樹（ラジオパーソナリティ）、茨城大学クイズ研究会より1名の4名。基本的なフォーマットは前年12月の第1回と同じ。
- 5月18日 - 「イバチョーSP！ ～茨城の疑問を徹底調査だっぺ！～」 いば6の不定期コーナー「イバチョー 茨城調査隊」の総集編と、一部調査対象のその後。出演：赤プル（タレント）、オスペンギン（お笑い芸人）、ねば～る君
- 5月25日 - 「“とかいなか”へようこそ ～千葉&茨城 新・移住マップ」ナレーター：清水ミチコ、緒方賢一（同日・同時間帯の首都圏情報 ネタドリ!でも同内容を放送）
- 6月1日 - 「実践! にっぽん百名山～筑波山～」
- 6月29日 - 「“超絶技”で 終わらせない ～体操・宮地秀享～」（アスリートの魂の6月16日放送回[3]の再構成）
- 7月20日 - 「多彩な器!活気あふるる陶芸の里～茨城 笠間焼～」リポーター：中山エミリ（女優）、ナレーター：平野義和（2016年8月放送のイッピンの再構成）
- 8月24日 -  釣りびと万歳「疑似餌を躍らせ釣り上げろ!常磐沖のマゴチ～鈴木あきえ 茨城・北茨城へ～」リポーター（釣り人）：鈴木あきえ（タレント）、ナレーター：石山愛子（フリーアナウンサー）（2017年8月放送の同番組の再構成）
- 9月28日 - 小さな旅「荒波を越えて～茨城県 大洗町～」 旅人：山本哲也（9月2日放送分の再放送）
- 10月26日（19:57 - 20:42） - 「検証『原子力発祥の地』はいま」[4] 日本原子力発電東海第二発電所の運転開始40年を前に、安全対策や避難、放射線教育や人材確保など原子力に関わる課題を検証する。また、放送に先立ちいば6でも同名のコーナーでも不定期に課題を提起した。司会：森花子、杉岡英樹、記者：秋山度（いずれもNHK水戸放送局）、ゲスト：関谷直也（東京大学総合防災情報研究センター准教授）（12月26日に再構成・一部追加の上夕方ローカル枠で放送）
- 11月16日 - 旬感☆ゴトーチ!「旬到来!茨城の絶品あんこうを満喫!北茨城市」[5] ゲスト：宮川一朗太 リポーター：松居直美、アナウンサー：杉岡英樹（12日放送の同番組の再放送）
- 12月14日 - 「聖火のキセキ 茨城」[6] ナビゲーター：鈴木桂治（柔道アテネ五輪金メダリスト）、出演：轟賢二郎（セーリングアテネ五輪銅メダリスト）、語り：満仲由紀子
- 12月25日（18:10 - 18:45） - 「いばスポハイライト 2018」[7]県内や県内出身者関連のスポーツ情報の総まとめ。
- 12月27日（18:10 - 18:45。実際の番組は18時39分まで） - 釣りびと万歳「海底を歩くホウボウを釣り上げろ!」[8] 出演：佐々木主浩、語り：幸田夏穂（11月25日放送の同番組の再放送）
- 12月28日（18:10 - 18:45） - 「つくスポ! ゆめスポーツフェスタ」[9] つくば市内の小中学生が「アダプテッド・スポーツ」を発案するイベントのリポート。司会：宮下純一（スポーツキャスター）、金田優香（NHK水戸放送局キャスター）[10]、出演：鈴木徹（パラ陸上競技選手）、千葉絵里奈（NHKリポーター）、天才てれびくんYOUてれび戦士（2019年4月6日・4月7日にBS1で再放送）

### 2019年
- 1月18日 - 小さな旅「ふるさとの種と～茨城県 常陸太田市～」（2018年1月放送の同番組の再放送）
- 1月25日 - 「今夜はカンザケ!」リポーター：磯山さやか（同日・同時間帯の首都圏情報 ネタドリ!でも同内容を放送。また、茨城県内を扱った部分を2月14日の『いば6』内「いばらきeye」で磯山が生出演して取り上げた）
- 2月22日 - 「茨城MICHI知るべ」番組ナビゲーター：茨ひより（茨城県公認バーチャル・ユーチューバー）。総集編第2弾（2019年12月24日、夕方ローカル枠『いばらきセレクション2019』で再放送の予定だったが特設ニュースのため中止となった）。
- 3月15日 - 「“原発安全神話”崩壊8年 住民の安全は守られるのか」 原発事故を教訓としたフランスの安全対策のリポート。これに先立ち『いば6』内で3月11日から15日まで「原発立地 地域の安全は」と題したシリーズを放送した。
- 4月26日 - 「秋まで待てない!茨城ゆめ国体&茨城ゆめ大会」 秋開催の国体・障害者スポーツ大会の種目や県内選手に注目し、みどころに迫る。出演：カミナリ（お笑い芸人）、中村慶子（NHK水戸放送局アナウンサー）
- 5月24日 - 「今日一日を生きる ～依存症高齢者の介護施設～」 『NHKニュースおはよう日本・関東甲信越』・『いば6』内「いばらきeye」等で取り上げた特集[11]の再構成。
- 5月31日（19:57 - 20:42）  - 「時空バー MAJIDE（マジで） ～平成から令和へいばらき映像宝箱～」 2019年1月から4月まで『いば6』で放送した「映像でつづるいばらき平成史」で取り上げた映像をベースに、平成を振り返る番組（元々は同コーナーの総集編として企画されていたが、大幅に変更された）。司会：ジェームス英樹（茨城ローカルタレント）、ゲスト：岡部麟（AKB48 チーム8茨城県代表）、中田浩二（元プロサッカー選手、鹿島アントラーズCRO）、時空戦士イバライガー（ご当地ヒーロー）。9月26日にBSプレミアムで全国放送。
- 6月14日 - 「フォーラムがんと生きる ～“参療”からはじまる最新治療～」
- 6月21日 - 「フォーラムがんと生きる ～ピアサポートという“対話の力”～」
- 8月30日 - 「ラン×スマ ～メロンメロンラン～」司会：鈴木奈々、安部みちこ、出演：真鍋未央、出演：金哲彦、語り：LiLiCo
- 9月6日 - 「Nコン2019 茨城県コンクール」 NHK全国学校音楽コンクール（Nコン）の茨城県コンクール。金・銀・銅賞を受賞した小・中・高、各部門の課題曲演奏のハイライト。2018年度までは『いば6』内で各受賞校の演奏を紹介していたが、2019年度は各部門の金賞受賞校のみ放送した。ナレーション：中村慶子（NHK水戸放送局アナウンサー）
- 9月20日 - 「まもなく開幕!茨城国体・障害者スポーツ大会」 国体・障害者スポーツ大会のみどころなどを紹介。出演者：鈴木奈々（タレント）、中村慶子（NHK水戸放送局アナウンサー）。9月28日にも再放送。
- 10月25日 - 「台風19号 茨城県で何が起きたか…」 令和元年東日本台風（台風19号）による被害のまとめと、今後の対策を考える。 出演者：中村慶子（NHK水戸放送局アナウンサー）
- 11月15日 - イッピン「神秘のきらめき 多彩な造形 ～茨城のガラス製品～」 リポーター：白石美帆、語り：平野義和（9月にBSプレミアムで放送した番組の再放送）
- 11月29日 - 「台風19号 生活再建への道筋は」 東日本台風の被害の現状と、被災者・被災企業の再建への課題。出演者：中村慶子（NHK水戸放送局アナウンサー）
- 12月13日（19:57 - 20:42。実際の番組は20:40まで） - 「ザ・ディレクソン in 茨城 ～アボカドに生きろ～」 11月9日にBS1で放送した番組[12]。司会：山里亮太、中村慶子（NHK水戸放送局アナウンサー） リポーター：U字工事。
また、派生版としてこの企画参加者が「けんちんそば」について調査・考案する企画が立ち上がり、『いば6』で11月21日・28日・12月5日に放送した。

### 2020年
- 1月24日 - Japan Railway Journal「ひたちなか海浜鉄道」 2019年10月25日にNHKワールドTVで放送した番組[13]。全編英語だが、日本語字幕つき。溝端の現地リポート部分のみ日本語。司会：ネイサン・ベリー（俳優、写真家）、コメンテーター：高木亮（工学院大学 教授）、リポーター：溝端育和（女優）
- 2月14日 - 「第3回 クイズ茨城王決定戦 ～バレンタイン決戦～」 基本的なフォーマットは前2回と同様。解答者：冨田大介（元プロサッカー選手、水戸ホーリーホックCRC）、すいたんすいこう（お笑い芸人）、茨城大学在学の筑波大学クイズ研究会会員、森花子（NHK水戸放送局アナウンサー）、司会：大野済也（NHK日本語センター アナウンサー。元水戸局）
放送に先立ち、冨田が2月6日、森が2月8日、すいたんすいこうとクイズ研究会員は収録後の2月12日に、それぞれ『いば6』に出演した。
- 3月13日 - 小さな旅「石に生きる 土に生きる ～茨城県 笠間市～」 （3月8日放送の同番組の再放送） 旅人：山本哲也
- 4月24日 - 「新型コロナウイルス 茨城県で今 何が…」 新型コロナウイルスの茨城県内の感染状況や課題などを解説。『いば6』のお便りでも募集した質問にも答えた。 出演：諸岡信裕（茨城県医師会会長）、中村慶子（NHK水戸放送局アナウンサー）
- 5月29日 - 「新型コロナウイルス どう立て直す “茨城経済”」新型コロナウイルスの感染拡大で深刻な影響を受けた経済や雇用について。出演：平沢照雄（筑波大学教授）、中村慶子（NHK水戸放送局アナウンサー）
- 8月11日 - 14日（いずれも18:10 - 18:45）「白球タイムトラベル」 - 夏の高校野球が中止となったことを受け、過去の県勢の活躍を振り返る番組を4日間連続で放送した。
  - 8月11日 - 昭和59年夏 決勝 取手二－PL学園
木内幸男の逝去を受け、11月29日13:05 - 13:45に追悼番組として再放送した。
  - 8月12日 - 平成6年夏　水戸商 “古豪復活”の夏
  - 8月13日 - おらが地元の燃えた夏 ～記憶と映像に残る代表校の雄姿～
  - 8月14日 - 平成15年夏 決勝 常総学院－東北
- 8月14日（20:00 - 20:45）[14] - 「それでも駆け抜けた夏 ～2020年夏季茨城県高校野球大会～」 新型コロナウイルスの影響で中止となった全国高等学校野球選手権及び同茨城大会の代替として開催された県独自大会の模様を振り返る。出演：中村慶子（NHK水戸放送局アナウンサー）。（8月22日10:05 - 10:50に再放送、9月4日0:00 - 0:46、BS1『○○推し!』で全国放送）
- 9月4日 - 「ちょっと見仏（けんぶつ） ～地域の宝を求めて～」 仏像や文化財を通じて地域の魅力を再発見する『金曜は!いばっチャオ』のコーナー「奥貫仁美とちょっと見仏 ～地域の宝を求めて～」[15]の総集編。【出演】案内人：奥貫仁美（NHK水戸放送局キャスター）、ナレーション：向井一弘（NHK水戸放送局アナウンサー）
- 9月11日 - 「関東・東北豪雨から5年 ～いま備える 命を守るために～」同豪雨で水害に遭った常総市の水害対策の模索と課題。 出演：中村慶子（NHK水戸放送局アナウンサー）
- 9月18日 - うまいッ!「骨やわらかで脂がのったワカサギ ～茨城県・霞ケ浦～」2015年9月放送の同番組の再構成。 【出演】司会：天野ひろゆき、武内陶子、解説：所史隆、リポーター：カブトムシゆかり（タレント）、辻智太郎（当時NHK水戸放送局アナウンサー）
- 9月25日 - イッピン「丈夫で長持ち 心なごむ明かり ～茨城 水府提灯～」2019年11月放送の同番組の再構成。リポーター：野村佑香、語り：平野義和
- 10月9日 - 「台風19号から1年～激甚災害から命を守るには～」台風19号による水害から1年を迎えての被災者の想いと、最新の水害対策。出演：中村慶子（NHK水戸放送局アナウンサー）。11月16日、NHK地域局発で全国放送。
- 10月16日 - 小さな旅「いつも紫峰そこに～茨城県 筑波山～」9月27日放送の同番組の再放送。12月28日に夕方ローカル枠（18:10 - 18:36）で再放送。旅人：山本哲也
- 10月23日 - きょうの料理 つくろう!にっぽんの味47「茨城県 れんこん」2019年11月26日放送の同番組の再放送。講師：牧野直子（管理栄養士、ダイエットコーディネーター）司会：廣瀬智美（NHKアナウンサー）、声：宮田幸季
- 10月30日（19:30 - 19:55） - うまいッ!「プリプリ! 甘～い! たまご～茨城県 常陸大宮市～」2019年11月11日放送の同番組の再放送。司会：天野ひろゆき、塚原愛（NHKアナウンサー）、出演：板橋駿谷、リポーター：中村慶子（NHK水戸放送局アナウンサー）
- 11月6日 - サイエンスZERO「暮らしを変える“アスリート科学”最前線」10月11日にEテレで放送の同番組の再構成。関連する内容をいば6でも放送した。 ゲスト：為末大（元陸上選手）、小笠原一生（大阪大学助教）、司会：小島瑠璃子、森田洋平（NHKアナウンサー）、語り：川野剛稔
- 11月13日 - 「土浦全国花火競技大会2019 傑作選」 2020年の同大会の中止を受け、2019年10月26日放送のBSプレミアムでの生中継を再構成して放送（大会自体は2019年も途中打ち切り）。番組の最後には11月3日に土浦市が実施したサプライズ花火の模様も放送した。解説：河野晴行（日本煙火協会専務理事）司会：大嶋貴志（NHKアナウンサー）、原未沙（当時NHK水戸放送局キャスター）
- 11月20日 - 釣りびと万歳 「狙え5キロオーバー！“大判ビラメ”～茨城県日立沖」 2020年3月1日放送の同番組の再構成。出演：金子貴俊、語り：田中美佐子

### 2021年
- 1月29日 - 「“茨城 緊急事態宣言” ～新型コロナ 医療は守れるか～」 新型コロナウイルス感染再拡大による茨城県独自の緊急事態宣言発出を受け、病院や保健所など医療現場の現状と、今後のありようを考える。出演：中村慶子（NHK水戸放送局アナウンサー）、安田貢（茨城県医療統括監）
- 2月12日 - 「茨城県民必見! 大河ドラマ「青天を衝け」見どころ徹底紹介」 水戸とドラマのつながりやみどころを、弘道館での撮影やその後のインタビューなどと共に放送。出演者：竹中直人、津田寛治、草彅剛（以上3名は出演者）、中村慶子（NHK水戸放送局アナウンサー）。（2月19日、NHK地域局発で全国放送。この際の番組名は「茨城県民必見!」の部分が除かれていた。）
- 3月5日 - 「ちょっと見仏2 ～まぼろしの遍路道をゆく～」 2021年4月以降に放送した常陸三十三観音霊場を中心としたリポート総集編第2弾。【出演】案内人・構成：奥貫仁美（NHK水戸放送局キャスター）、ナレーション：向井一弘（NHK水戸放送局アナウンサー）、常陸三十三観音霊場研究者：寺田弘道。6月9日、BS1 ○○推し!で全国放送（0:10 - 0:37、8日深夜。奥貫は3月で退局したが出演シーンは全編そのまま放送された）。
- 3月12日（19:30 - 20:42） - 「記憶つなぎ未来へ ～東日本大震災から10年～」 ナレーション（番組両部を通し）：高橋康輔、森花子（いずれもNHK水戸放送局アナウンサー）
  - 第1部「防災・減災をめざせ」（19:30 - 19:57） 東日本大震災から10年に当たり、被災者の現在や防災・減災に向けた最新技術を伝える。2020年10月頃からの震災10年に向けた『いば6』の特集等の総集編。 【出演】中村慶子（NHK水戸放送局アナウンサー）
  - 第2部「朗読コンサート」（19:57 - 20:42） 2月27日に水戸芸術館で開催した被災者の手記を音楽と共に朗読するコンサート「震災10年いばらき 朗読コンサート ～記憶つなぎ 未来へ～」[16]。【司会・朗読】向井一弘（NHK水戸放送局アナウンサー）【朗読】羽田美智子（女優、常総市出身） 【演奏】加羽沢美濃（作曲家、ピアニスト。朗読部の伴奏を担当）、川又明日香（バイオリニスト、鉾田市出身。弦楽四重奏第1バイオリン）ほか。（3月18日0:00 - 0:45、BS1 関東甲信越推し!で全国放送）
川又は1月8日、加羽沢は3月12日の『いば6』にも出演した。また、朗読コンサートの内容は3月15日から3月30日にかけて『いば6』でも放送した。
- 4月2日 「私たちが見つけた! 茨城の魅力 ～探究・発信コンテスト いばたん～」 - 高校生たちが茨城の魅力を探究し、動画などを制作するコンテスト「いばたん」の参加者の制作過程やコンテストの結果など。同コンテスト初回の2019年度は結果のみを『いば6』で取り上げたが、2020年度は制作過程から同番組で「密着! 茨探ニュース!」として定期的に取り上げた。【語り】中村慶子（NHK水戸放送局アナウンサー）。5月11日、BS1 ○○推し!で全国放送（0:10 - 0:37、10日深夜）。
- 4月9日 英雄たちの選択「烈公・徳川斉昭 幕末動乱への導火線」（19:33 - 20:35） - 3月10日、BSプレミアムで放送した同番組の再放送。【ゲスト】大石学（東京学芸大学教授）、片山杜秀（大学教員・慶応大学教授）、【司会】磯田道史、杉浦友紀（NHKアナウンサー）、【語り】松重豊
- 4月16日「“青天を衝け”ファン感謝祭 in 水戸」 - 4月11日に開催した同イベントのトークショーの内容など。出演：竹中直人（徳川斉昭役）、津田寛治（武田耕雲斎役）、小圷のり子（弘道館主任研究員）、中村慶子（NHK水戸放送局アナウンサー）
- 5月7日（20:15 - 20:42）「プレーオフ直前! B1昇格へ GOGO ROBOTS」 B2プレーオフ開幕を控え、初出場する茨城ロボッツのこれまでとプレーオフの展望。【出演】山谷拓志（茨城ロボッツ運営会社社長）、ムッチー鈴木（ラジオパーソナリティ、アリーナMC）、向井一弘（NHK水戸放送局アナウンサー）
茨城放送とのコラボでの応援番組となり、本番組に菊地真衣（茨城放送アナウンサー）がVTR出演、茨城放送の中継で解説を担当する一色翔太（元選手、茨城ロボッツOB）によるみどころ紹介なども放送したほか、5月4日・6日には茨城放送のロボッツ応援番組に向井が出演した。また、ムッチー鈴木は5月7日の『いば6』にも出演した。
- 5月14日「新型コロナ “第4波”の衝撃 ～県内で何が起きているのか～」 - 新型コロナウイルス第4波の中心となっている変異株と、ワクチン接種の状況や課題など。出演：安田貢（茨城県医療統括監）、中村慶子（NHK水戸放送局アナウンサー）
- 5月28日 茨城発スポヂカラ! 「“砂漠”の町に奇跡を 鹿島アントラーズ」 - 4月12日、BS1で放送したスポヂカラ!の再編集。【出演】向井一弘（NHK水戸放送局アナウンサー）。番組中のリポートの一部は『ニュース シブ5時』、『金曜は!いばっチャオ』、『いば6』でも放送した。
- 「ザ・穴場ツアー CATVネットワーク」 - BSプレミアムで放送した番組の再編集版。【出演】U字工事 【語り】富永みーな
  - 6月4日 -  土浦特別編（取材協力：土浦ケーブルテレビ）
  - 6月11日 -  古河特別編（取材協力：古河ケーブルテレビ）
- 6月18日 「水害から命を守る 〜備えたい 身近な危険に〜」 - 公共メディアキャンペーン「水害から命を守る」から、『いば6』で特集した内容の総集編。【出演】中村慶子（NHK水戸放送局アナウンサー）。NHK+でも配信された。
- 7月2日 「コロナに負けない 〜困難を乗り越える〜」 - コロナ禍の中、逆境を乗り越えようと奮闘する人たち。『いば6』内「いばらきeye」で特集した内容。 【ナレーション】中村慶子（NHK水戸放送局アナウンサー）
- 7月9日 「まもなく開幕 東京五輪・パラ 〜コロナ禍 県内で何が〜」 - 東京オリンピック・パラリンピック開幕を目前に控え、出場する県内関係者を紹介すると共に、コロナ禍での開催の課題についても考える。【出演】中村慶子（NHK水戸放送局アナウンサー）
- 9月17日（20:15 - 20:42）「SDGs×Z世代 イバラキから世界を動かせ!」 【出演】長濱ねる（タレント。NHKでSDGs関連番組出演）、野田真里（茨城大学准教授）、中村慶子（NHK水戸放送局アナウンサー）。放送後NHK+でも配信されたほか、10月13日 0:10 - 0:37（12日深夜）にはBS1 ○○推し!、11月8日にはNHK地域局発で（長濱が冒頭挨拶で出演する、『NHK地域局発 SDGs推し!』の第1弾として）全国放送された。
- 10月1日（19:33 - 20:00）「青天を歩け!」 - 『ひるまえほっと』などで放送している「青天を衝け!」に関係する地域や施設を特集するコーナーの総集編。
- 10月29日（19:30 - 20:42）「私たちのアントラーズSTORY ～クラブ創設30周年～」 - 鹿島アントラーズ創設30年にあたり、クラブの軌跡や今後の地域との関係の展望など。視聴者から募集した「あなたとアントラーズSTORY」も紹介した（一部は『いば6』でも取り上げた）。【出演】ジーコ（鹿島アントラーズテクニカルディレクター）、水井美佐（エフエムかしま市民放送株式会社局長）、小泉文明（鹿島アントラーズ社長）、【司会】向井一弘（NHK水戸放送局アナウンサー）。 放送後NHK+でも配信されたほか、11月12日 0:10 - 1:22（11日深夜）にはBS1 ○○推し!で全国放送された。
- 11月12日（19:57 - 20:42）「自分を変えることは無限〜依存症回復支援・最後の砦〜」 プロフェッショナル 仕事の流儀で放送した内容の再放送。

### 2022年
- 6月24日（19:57 - 20:42）「イバラキ イタダキ ～ラップで届け 熱い思い～」 - 水戸局開局80周年記念番組。茨城県出身等の15 - 24歳の若者の思いをラップで表現するというイベント「イバラキイタダキ」[17]の総集編番組。イベント前後に出演者の紹介などを『いば6』でも放送した。2022年6月27日 - 7月8日まで、NHKプラスで配信。2020年8月13日（12日深夜）にBS1 ○○推し!で全国放送。【司会】保里小百合（NHK水戸放送局アナウンサー）、カミナリ（漫才コンビ） 【ゲスト】あっこゴリラ（ラッパー）、TRILL DYNASTY（音楽プロデューサー）、イバラッパー
- 9月30日（19:57 - 20:42）「理想の相撲部屋 弟子とともに～元横綱 稀勢の里～」 - 茨城県阿見町に部屋を興した第72代横綱・稀勢の里の二所ノ関親方の、理想の相撲部屋を目指した1年間の取り組みに密着したドキュメンタリー。8月29日にBS1で放送した『スポーツ×ヒューマン』の再放送。【出演】二所ノ関親方、西岩親方、中村親方【語り】塙宣之【進行】高橋康輔（NHK水戸放送局アナウンサー）
- 10月14日「いばらきアーカイブス 茨城鉄路紀行」 - 8K鉄路紀行で放送したひたちなか海浜鉄道、鹿島臨海鉄道の回の放送。【出演】中井精也（鉄道写真家）【進行】保里小百合（NHK水戸放送局アナウンサー）
- 10月28日「語ろう茨城の魅力 〜“ラジオ深夜便のつどい”より〜」 - 10月8日（土）に那珂市総合センターらぽーるで10月28日深夜から翌29日放送分のラジオ深夜便のつどいの収録分より。（一部は『いば6』でも放送した）【出演】羽田美智子（俳優）、竹内まなぶ（お笑い芸人、カミナリ）【司会】高橋康輔（NHK水戸放送局アナウンサー）
- 11月4日（19:57 - 20:42）「いばらきアーカイブス 新日本紀行 白帆の湖 〜茨城県・北浦〜」 - 1980年放送の同番組を4K修復した映像。2019年の追加取材分をくわえて放送。【進行】高橋康輔（NHK水戸放送局アナウンサー）